# Eriochloa pseudoacrotricha
Eriochloa pseudoacrotricha là một loài thực vật có hoa trong họ Hòa thảo. Loài này được (Stapf ex Thell.) J.M.Black mô tả khoa học đầu tiên năm 1943.